# دييغو سيلفا (لاعب كرة قدم مواليد 1993)
دييغو سيلفا هو لاعب كرة قدم برازيلي في مركز الدفاع، ولد في 26 مارس 1993 في ريسيفي في البرازيل. لعب مع نادي سانتوس ونادي ناوتيكو.

## وصلات خارجية
- دييغو سيلفا (لاعب كرة قدم) على موقع قاعدة بيانات كرة القدم.إي يو (الإنجليزية)
- دييغو سيلفا (لاعب كرة قدم) على موقع Soccerway.com (الإنجليزية)
- دييغو سيلفا (لاعب كرة قدم) على موقع عالم كرة القدم.نت (الإنجليزية)